# Безруков, Артём Алексеевич
Артём Алексеевич Безруков (род. 1 августа 1982, Ижевск) — российский хоккеист, защитник. Тренер.

## Биография
Воспитанник магнитогорского «Металлурга». Начинал играть в командах низших лиг «Металлург-2» Магнитогорск (1999/2000 — 2001/02), «Металлург» Серов (2002/03 — 2003/04), ЦСК ВВС (2004/05), «Южный Урал» (2004/05 — 2005/06), «Ижсталь» (2005/06 — 2006/07).
Сезон-2007/08 начал в команде Суперлиги «Лада» Тольятти, вскоре перешёл в чеховский «Витязь», в котором отыграл и первый сезон КХЛ. Далее выступал в клубах «Молот-Прикамье» (2009/10), «Амур» (2010, не сыграл ни одного матча), «Рубин» (2010/11 — 2012/13), «Кубань» (2012/13 — 2013/14), Арлан (чемпионат Казахстана, 2014/15), «Спутник» Нижний Тагил (2014/15), «Южный Урал» и «Арлан» (2015/16), «Дебрецен» (Венгрия, 2016/17).
В сезонах 2022/23 — 2024/25 — трёхкратный чемпион Индонезии в составе клуба «Батавия Демонс». С 2023 года также тренер в сборной Индонезии.